# Li'l Folks
Li'l Folks (letteralmente "personcine" in inglese) è la prima striscia a fumetti di Charles M. Schulz, pubblicata settimanalmente dal 22 giugno 1947 al 22 gennaio 1950.

## Descrizione
Li'l Folks viene considerata come una versione embrionale di Peanuts, contenendo personaggi e tematiche che sono apparsi in seguito nella successiva strip: il fatto che ci siano bambini protagonisti, di cui uno con la passione per Beethoven (come Schroeder) e uno chiamato Charlie Brown, oppure un cane molto somigliante a Snoopy.

## Storia editoriale
Le prime due vignette sono state pubblicate sul Minneapolis Tribune. La maggior parte delle successive è apparsa nel giornale della città natale di Schulz, il St. Paul Pioneer Press.
Nel 2004 tutte le vignette sono state raccolte dal Charles M. Schulz Museum and Research Center (Santa Rosa, California) in un volume, Li'l Beginnings, curato da Derrick Bang e con un'introduzione di Jean Schulz (moglie di Charles). È disponibile dal museo ed è distribuito dalla Fantagraphics Books.
Non esiste una versione in lingua italiana della striscia.